# Odil Irgashev
Odil Irgashev (tadjik : Одил Иргашев), né le 10 février 1977 en RSS du Tadjikistan, aujourd'hui Tadjikistan, est un joueur de football international tadjik qui évoluait au poste de défenseur.

## Biographie

### Carrière en club
Odil Irgashev joue au Tadjikistan, au Kazakhstan, et au Kirghizistan.
Il dispute cinq matchs en Coupe de l'AFC lors de l'année 2013 avec le club du Ravshan Kulob.

### Carrière en sélection
Odil Irgashev reçoit 24 sélections en équipe du Tadjikistan entre 2000 et 2008, inscrivant un but.
Il participe avec cette équipe à l'AFC Challenge Cup en 2006. Le Tadjikistan remporte cette compétition en battant le Sri Lanka en finale.
Il participe également aux éliminatoires du mondial 2002, aux éliminatoires du mondial 2006, et aux éliminatoires du mondial 2014.

## Palmarès

### Palmarès en club
| BDA Douchanbé - Championnat du Tadjikistan (3) : - Champion : 1998, 1999 et 2000. - Coupe du Tadjikistan (2) : - Vainqueur : 1998 et 1999.                 |  | TadAZ Tursunzoda \| - Championnat du Tadjikistan (4) : - Champion : 2004, 2006, 2007 et 2008. - Vice-champion : 2005 et 2009. - Coupe du Tadjikistan (1) : - Vainqueur : 2005. \| \| - Coupe du président de l'AFC (3) : - Vainqueur : 2005, 2007 et 2009. \| |  | Zhashtyk Ak Altyn Kara-Suu - Coupe du Kirghizistan : - Vainqueur : 2006. |
| - Championnat du Tadjikistan (4) : - Champion : 2004, 2006, 2007 et 2008. - Vice-champion : 2005 et 2009. - Coupe du Tadjikistan (1) : - Vainqueur : 2005. |  | - Coupe du président de l'AFC (3) : - Vainqueur : 2005, 2007 et 2009. |  |                                                                          |

| Istiqlol Douchanbé \| - Championnat du Tadjikistan (2) : - Champion : 2010 et 2011. - Coupe du Tadjikistan (1) : - Vainqueur : 2010. - Finaliste : 2011 et 2012. \| \| - Supercoupe du Tadjikistan (3) : - Vainqueur : 2010, 2011 et 2012. - Coupe du président de l'AFC (1) : - Vainqueur : 2012. \| |  | Ravshan Kulob - Championnat du Tadjikistan (1) : - Champion : 2013.                                                         |
| - Championnat du Tadjikistan (2) : - Champion : 2010 et 2011. - Coupe du Tadjikistan (1) : - Vainqueur : 2010. - Finaliste : 2011 et 2012. |  | - Supercoupe du Tadjikistan (3) : - Vainqueur : 2010, 2011 et 2012. - Coupe du président de l'AFC (1) : - Vainqueur : 2012. |

### Palmarès en sélection
Tadjikistan
- AFC Challenge Cup (1) :
  - Vainqueur : 2006.